# Weequahic
Weequahic (pronunciado wee-KWAY-ik, aunque muchos lugareños dicen WEEK-wake) es un barrio de la ciudad de Newark, Nueva Jersey (Estados Unidos). Parte de South Ward, está separada de Clinton Hill por Hawthorne Avenue en el norte, y limita con el municipio de Irvington en el oeste, el Aeropuerto Internacional Newark Liberty y Dayton en el este, y Hillside Township y la ciudad de Elizabeth en el sur. Hay muchas casas y calles bien mantenidas. Parte del vecindario de Weequahic ha sido designado distrito histórico; las calles principales son Lyons Avenue, Bergen Street y Chancellor Avenue.

## Historia
El nombre "Weequahic" es Lenni-Lenape para "cabeza de la cala". El área fue tierra de cultivo hasta finales del siglo XIX cuando se convirtió en un vecindario no industrial de clase media de casas unifamiliares independientes orientadas alrededor del Parque Weequahic. Más tarde, se construyeron muchas casas de unidades múltiples hacia el oeste, y más tarde se construyeron algunos rascacielos modernistas residenciales.

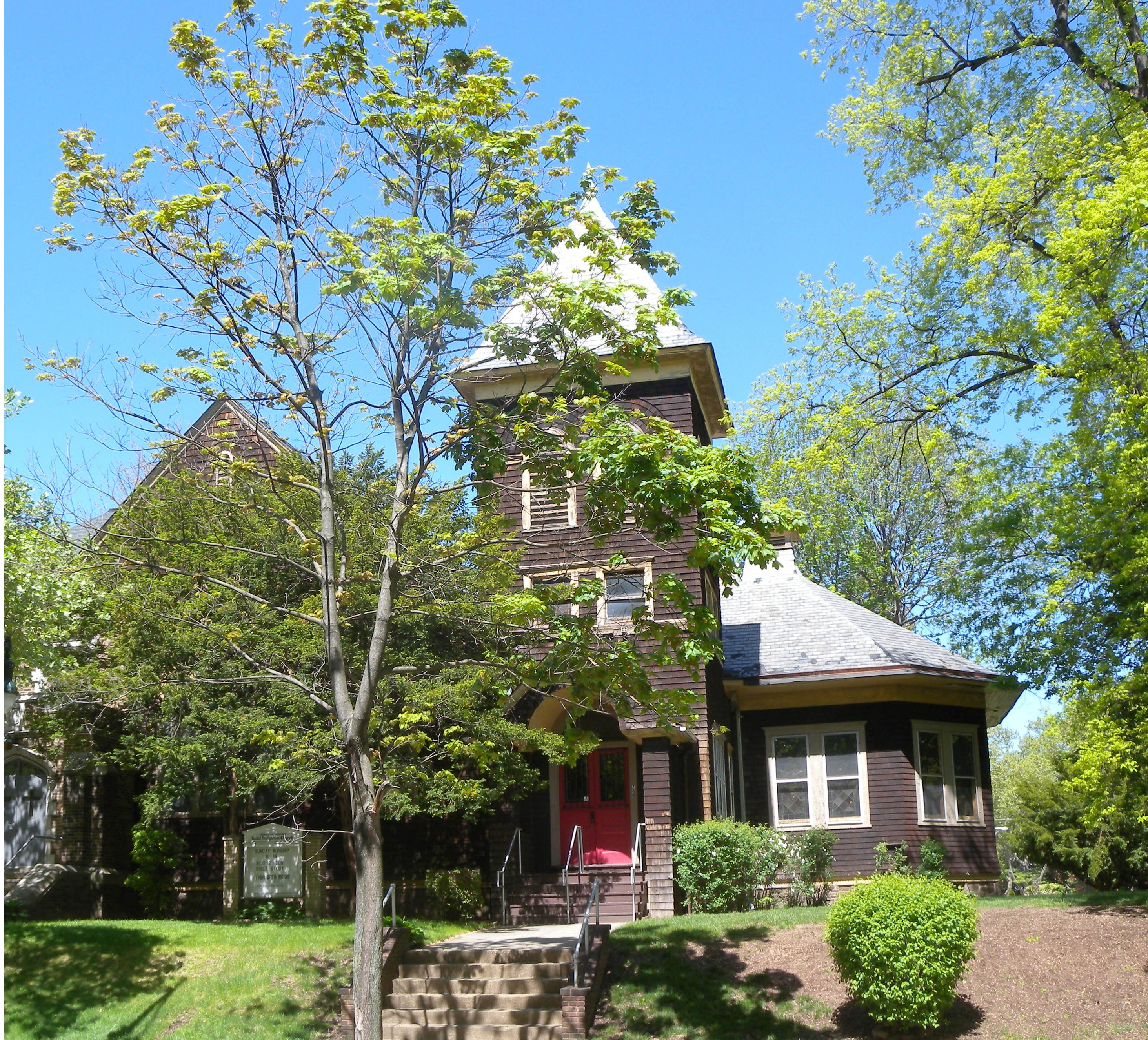
Iglesia Presbiteriana Unida Elizabeth Avenue-Weequahic

Weequahic fue en gran parte un barrio judío de clase media hasta finales de la década de 1960, hogar de muchas sinagogas, yeshivás y restaurantes judíos. El Centro Médico Newark Beth Israel (en Weequahic), el hospital más grande de Newark, fue construido bajo los auspicios de la comunidad judía. La única conexión que queda con la comunidad judía es Bragman's Delicatessen and Restaurant en 393 Hawthorne Avenue.
El autor Philip Roth creció en Summit Avenue, se graduó de Weequahic High School en 1950, y muchas de sus novelas (como American Pastoral, Nemesis ) están ambientadas allí. Heart of Stone, un documental de Beth Toni Kruvant producido por Zach Braff, se centra en el declive de Weequahic High School desde la década de 1950, cuando graduó más doctorados que cualquier otra escuela secundaria del país, en una de las escuelas con peor desempeño de Newark, Nueva Jersey. El director Ron Stone inspira a los estudiantes a graduarse e ir a la universidad. Se asocia con la asociación de exalumnos judíos y afroamericanos para ayudar a los estudiantes actuales.
El crecimiento de los suburbios después de la Segunda Guerra Mundial y la Segunda Gran Migración de afroamericanos alteraron la composición demográfica de Newark en general y de la sección Weequahic en particular. El barrio podría haber quedado clase media si no fuera por los efectos devastadores del Blockbusting de las propiedades inmobiliarias, la fuga blanca, y la construcción de la Interestatal 78. La I-78 rompió el frágil tejido urbano de Weequahic y separó el vecindario del resto de Newark. Todavía hay muchas casas y calles en buen estado en el vecindario. Los disturbios raciales de 1967 también fueron devastadores para el distrito, aunque el punto focal estaba en el Distrito Central.

## Parque Weequahic
La joya del vecindario son los 1,3 km² del Parque Weequahic diseñado por los hermanos Olmsted. Este hermoso parque tiene un sendero de goma para correr de 2.2 millas alrededor de su lago de 324 000 m² y el campo de golf Weequahic, el campo de golf público más antiguo de los Estados Unidos. Está incluido en los registros estatales y federales de lugares históricos.

## Corredor de Elizabeth Avenue
Varios edificios de apartamentos de gran altura se construyeron en la década de 1960 a lo largo del corredor de Elizabeth Avenue, frente al parque.

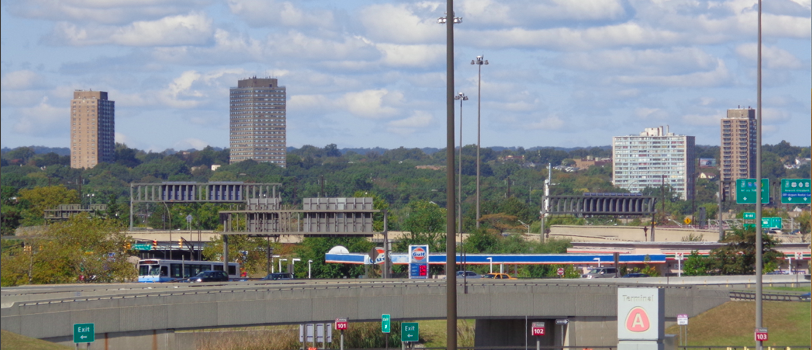
Edificios de apartamentos de gran altura en Weequahic Park a lo largo del corredor de Elizabeth Avenue : 555, 515, 455, 440 de izquierda a derecha

440 Elizabeth Avenue, anteriormente Carmel Towers, es una torre residencial y una estructura de estacionamiento que se inauguró en 1970. El edificio de apartamentos mide 95,4 m y 25 pisos de altura. Originalmente construido como alquiler a precio de mercado, se convirtió en una vivienda asequible para personas y familias de bajos ingresos. El alquiler se basaba en el 30% del Ingreso Bruto Ajustado y fue subsidiado por el Departamento de Vivienda y Desarrollo Urbano de los Estados Unidos bajo un programa conocido como Sección 8. Las condiciones en el edificio se deterioraron y la estructura se convirtió en un centro de tráfico de drogas y violencia. En 2011, el edificio fue desocupado debido a inspecciones fallidas. Los edificios se vendieron en 2015, y a partir de 2019 había planes para la remodelación y rehabilitación intestinal de sus 216 apartamentos y el cambio de nombre como Essex Lake House.

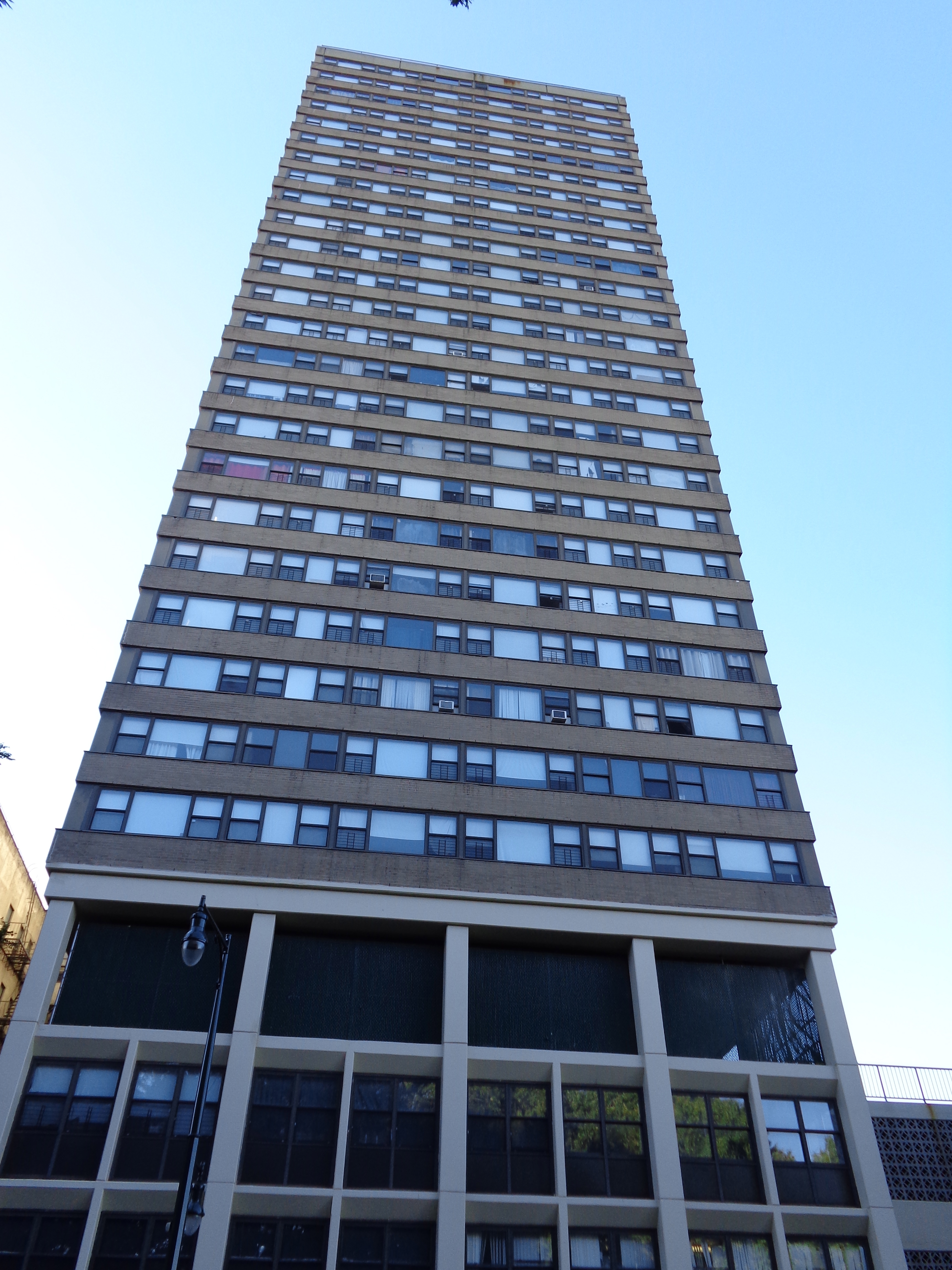
Zion Tower

Zion Towers, en 515 Elizabeth Avenue, es una torre residencial construida sobre una estructura de estacionamiento que se inauguró en 1972 y que es uno de los edificios más altos de Newark. El edificio de apartamentos mide 313 pies (95,4 m) altura y tiene 29 pisos con 268 departamentos. También proporciona viviendas asequibles. El edificio se vendió por 28 millones de dólares en 2018 con planes para restaurarlo.
Otros edificios incluyen Elizabeth Towers de 22 pisos en 455 y Heritage Estates de 24 pisos en 555.

## Educación
Las Escuelas Públicas de Newark operan escuelas públicas. Weequahic High School sirve al vecindario.
La biblioteca de la sucursal de Weequahic de la biblioteca pública de Newark (NPL) sirve al vecindario. La sucursal, que abrió en mayo de 1929, fue la sexta sucursal de NPL que se abrió entre 1923 y 1946. En 1992, el sistema de bibliotecas renovó la sucursal por 1 millón de dólares; la renovación agregó aire acondicionado, computadoras de acceso público en línea, un ascensor, nueva iluminación, estacionamiento fuera de la vía pública y un pozo de cuentos para niños.